# Persone di nome Leonid
| Questa pagina contiene informazioni ricavate automaticamente dalle voci biografiche con l'ausilio del template Bio e di un bot. L'aggiornamento è periodico e automatico e ricostruisce completamente la pagina. Se manca una persona in questa lista, sei pregato di non aggiungerla, ma accertati piuttosto che la sua voce biografica contenga il template Bio e che i dati anagrafici siano correttamente compilati. Se il template Bio manca, inseriscilo tu stesso o, in alternativa, metti l'avviso {{tmp\|Bio}} che ne segnala la mancanza. Se i dati riportati sono sbagliati, correggi direttamente la voce biografica; le modifiche saranno visibili in questa lista entro pochi giorni. Per chiarimenti vedi il progetto antroponimi. La lista contiene solo le 126 persone che sono citate nell'enciclopedia e per le quali è stato implementato correttamente il template Bio. Pagina aggiornata al 16 ott 2024. |

Questa è una lista di persone presenti nell'enciclopedia che hanno il prenome Leonid, suddivise per attività principale.

## Allenatori di calcio(2)
- Leonid Nazarenko, allenatore di calcio e ex calciatore sovietico (Gul'keviči, n. 1955)
- Leonid Sluckij, allenatore di calcio e ex calciatore russo (Volgograd, n. 1971)

## Allenatori di pallacanestro(1)
- Leonid Jačmenëv, allenatore di pallacanestro sovietico (Bol'šereč'e, n. 1938 - Novosibirsk, † 2021)

## Architetti(1)
- Leonid Michajlovič Poljakov, architetto sovietico (San Pietroburgo, n. 1906 - Mosca, † 1965)

## Astronomi(1)
- Leonid Vladimirovič Elenin, astronomo russo (n. 1981)

## Attivisti(1)
- Leonid Nikolaev, attivista russo (San Pietroburgo, n. 1904 - Leningrado, † 1934)

## Attori(9)
- Leonid Fёdorovič Bykov, attore e regista sovietico (n. 1928 - † 1979)
- Leonid Vladimirovič Charitonov, attore sovietico (Leningrado, n. 1930 - Mosca, † 1987)
- Leonid Filatov, attore e regista sovietico (Kazan', n. 1946 - Mosca, † 2003)
- Leonid Semënovič Kanevskij, attore russo (Kiev, n. 1939)
- Leonid Kinskey, attore russo (San Pietroburgo, n. 1903 - Fountain Hills, † 1998)
- Leonid Kmit, attore sovietico (San Pietroburgo, n. 1908 - Mosca, † 1982)
- Leonid Vjačeslavovič Kuravlëv, attore russo (Mosca, n. 1936 - Mosca, † 2022)
- Leonid Leonidov, attore e regista russo (Odessa, n. 1873 - Mosca, † 1941)
- Leonid Ljubaševskij, attore e sceneggiatore sovietico (n. 1892 - Leningrado, † 1975)

## Bassi-baritoni(1)
- Leonid Michajlovič Charitonov, basso-baritono e militare sovietico (Golumet', n. 1933 - Mosca, † 2017)

## Calciatori(9)
- Leonid Akulinin, calciatore ucraino (Donec'k, n. 1993)
- Leonid Burjak, ex calciatore e allenatore di calcio sovietico (Odessa, n. 1953)
- Leonid Ignatov, calciatore macedone (Skopje, n. 2002)
- Leonid Ivanov, calciatore sovietico (Pietrogrado, n. 1921 - Leningrado, † 1990)
- Leonid Koshelev, ex calciatore uzbeko (Tashkent, n. 1979)
- Leonid Rumjancev, calciatore sovietico (Mosca, n. 1916 - Mosca, † 1985)
- Leonid Smirnov, calciatore russo (Mosca, n. 1889 - Mosca, † 1980)
- Leonid Šmuc, ex calciatore sovietico (Nikopol', n. 1948)
- Leonid Zolkin, calciatore russo (n. 1892 - † 1958)

## Cantanti(2)
- Leonid Agutin, cantante russo (Mosca, n. 1968)
- Leonid Osipovič Utësov, cantante, direttore d'orchestra e attore sovietico (Odessa, n. 1895 - Mosca, † 1982)

## Cestisti(3)
- Leonid Ivanov, cestista sovietico (Leningrado, n. 1944 - San Pietroburgo, † 2010)
- Leonid Saar, cestista estone (Tallinn, n. 1913 - Bogart, † 2010)
- Leonid Stefanyšyn, ex cestista ucraino (Kiev, n. 1985)

## Compositori(1)
- Leonid Alekseevič Polovinkin, compositore e pianista russo (Kurgan, n. 1894 - Mosca, † 1949)

## Compositori di scacchi(2)
- Leonid Vladimirovič Jaroš, compositore di scacchi russo (Gorica, n. 1957)
- Leonid Zagorujko, compositore di scacchi russo (Minsk, n. 1923 - Minsk, † 1999)

## Coreografi(2)
- Leonid Michajlovič Lavrovskij, coreografo, ballerino e direttore artistico russo (San Pietroburgo, n. 1905 - Parigi, † 1967)
- Léonide Massine, coreografo, ballerino e attore russo (Mosca, n. 1896 - Colonia, † 1979)

## Cosmonauti(3)
- Leonid Kostjantynovyč Kadenjuk, cosmonauta ucraino (Kliškivci, n. 1951 - Kiev, † 2018)
- Leonid Denisovič Kizim, cosmonauta sovietico (Krasnyj Lyman, n. 1941 - † 2010)
- Leonid Popov, cosmonauta sovietico (Oleksandrija, n. 1945)

## Danzatori(1)
- Leonid Sarafanov, danzatore russo (Kiev, n. 1982)

## Diplomatici(1)
- Leonid Apollonovič Verchovcev, diplomatico e funzionario russo (Mosca, n. 1843 - Mosca, † 1903)

## Dirigenti sportivi(1)
- Leonid Mel'nikov, dirigente sportivo, allenatore di sci alpino e ex sciatore alpino russo (Kirovsk, n. 1965)

## Discoboli(1)
- Leonid Čerevko, ex discobolo bielorusso (n. 1974)

## Economisti(2)
- Leonid Ivanovič Abalkin, economista e politico russo (Mosca, n. 1930 - Mosca, † 2011)
- Leonid Hurwicz, economista statunitense (Mosca, n. 1917 - Minneapolis, † 2008)

## Esarchi(1)
- Leonid Ivanovič Fëdorov, esarca russo (San Pietroburgo, n. 1879 - Kirov, † 1935)

## Fisici(2)
- Leonid Isaakovič Mandel'štam, fisico e scienziato sovietico (Mosca, n. 1879 - Mogilev, † 1944)
- Leonid Sedov, fisico e matematico sovietico (Rostov sul Don, n. 1907 - Mosca, † 1999)

## Generali(2)
- Leonid Aleksandrovič Govorov, generale sovietico (Butyrki, n. 1897 - Mosca, † 1955)
- Leonid Dmitrievič Vjazemskij, generale russo (Lotarevo, n. 1848 - Losanna, † 1909)

## Hockeisti su ghiaccio(2)
- Leo Komarov, hockeista su ghiaccio russo (Narva, n. 1987)
- Leonid Volkov, hockeista su ghiaccio sovietico (Nižnij Novgorod, n. 1934 - Mosca, † 1995)

## Imprenditori(2)
- Leonid Fedun, imprenditore e dirigente sportivo russo (Kiev, n. 1956)
- Leonid Michel'son, imprenditore russo (Kaspijsk, n. 1955)

## Ingegneri(3)
- Leonid Stepanovič Duškin, ingegnere sovietico (Spirove, n. 1910 - Mosca, † 1990)
- Leonid Fëdorovič Toptunov, ingegnere sovietico (Nikolaevka, n. 1960 - Mosca, † 1986)
- Leonid Ivanovič Kuprijanovič, ingegnere e inventore sovietico (Mosca, n. 1929 - † 1994)

## Maratoneti(1)
- Leonid Moseev, ex maratoneta sovietico (Rajon Kasli, n. 1952)

## Marciatori(1)
- Leonid Spirin, marciatore sovietico (Žavoronki, n. 1932 - † 1982)

## Matematici(1)
- Leonid Vital'evič Kantorovič, matematico e economista sovietico (San Pietroburgo, n. 1912 - Mosca, † 1986)

## Medici(1)
- Leonid Rogozov, medico sovietico (Čita, n. 1934 - San Pietroburgo, † 2000)

## Militari(4)
- Leonid Ioakimovič Kannegiser, militare russo (Mykolaïv, n. 1896 - Pietrogrado, † 1918)
- Leonid Pasečnik, militare, attivista e politico russo (Luhans'k, n. 1970)
- Leonid Sobolev, militare e politico russo (n. 1844 - † 1913)
- Leonid Petrovič Teljatnikov, militare e vigile del fuoco sovietico (Vvedenka, n. 1951 - Kiev, † 2004)

## Musicisti(1)
- Leonid Soybelman, musicista e compositore moldavo (Bălți, n. 1966)

## Musicologi(1)
- Leonid Leonidovič Sabaneev, musicologo, critico musicale e compositore russo (Mosca, n. 1881 - Antibes, † 1968)

## Nuotatori(3)
- Leonid Barbier, nuotatore sovietico (Kiev, n. 1937 - † 2023)
- Leonid Il'ičëv, ex nuotatore sovietico (Norilsk, n. 1948)
- Leonid Kolesnikov, nuotatore sovietico (Temirtau, n. 1937 - Mosca, † 2010)

## Pallanuotisti(1)
- Leonid Osipov, pallanuotista sovietico (Mosca, n. 1943 - † 2020)

## Pianisti(3)
- Leonid Brumberg, pianista russo (Rostov sul Don, n. 1925 - Vienna, † 2010)
- Leonid Kreutzer, pianista tedesco (San Pietroburgo, n. 1884 - Tokyo, † 1953)
- Leonid Vladimirovič Nikolaev, pianista, compositore e docente sovietico (Kiev, n. 1878 - Tashkent, † 1942)

## Piloti di rally(1)
- Leonid Novickij, pilota di rally russo (Čeljabinsk, n. 1968)

## Pistard(1)
- Leonid Kolumbet, pistard sovietico (n. 1937 - † 1983)

## Pittori(1)
- Leonid Osipovič Pasternak, pittore russo (Odessa, n. 1862 - Oxford, † 1945)

## Politici(9)
- Leonid Černovec'kyj, politico e imprenditore ucraino (Charkiv, n. 1951)
- Leonid Gozman, politico russo (Leningrado, n. 1950)
- Leonid Fëdorovič Il'ičëv, politico, filosofo e giornalista sovietico (Krasnodar, n. 1906 - Mosca, † 1990)
- Leonid Arkad'evič Kostandov, politico sovietico (Kerki, n. 1915 - Lipsia, † 1984)
- Leonid Kravčuk, politico ucraino (Velykyj Žytyn, n. 1934 - Monaco di Baviera, † 2022)
- Leonid Kučma, politico ucraino (Čajkyne, n. 1938)
- Leonid Sluckij, politico russo (Mosca, n. 1968)
- Leonid Tibilov, politico georgiano (Verchnij Dvan, n. 1952)
- Leonid Volkov, politico, informatico e attivista russo (Sverdlovsk, n. 1980)

## Produttori discografici(1)
- Leonid Rudenko, produttore discografico e disc jockey russo (Mosca, n. 1986)

## Registi(15)
- Leonid Danilovič Agranovič, regista sovietico (n. 1915 - Mosca, † 2011)
- Leonid Aleksandrovič Antonov, regista cinematografico sovietico (n. 1909 - † 1985)
- Leonid Gajdaj, regista, sceneggiatore e attore sovietico (Svobodnyj, n. 1923 - Mosca, † 1993)
- Leonid Evgen'evič Golovnja, regista sovietico (Mosca, n. 1939 - Madrid, † 2012)
- Leonid Aleksandrovič Kvinichidze, regista sovietico (n. 1937 - Mosca, † 2018)
- Leonid Davidovič Lukov, regista cinematografico sovietico (Mariupol', n. 1909 - Leningrado, † 1963)
- Leonid Pavlovič Makaryčev, regista sovietico (Leningrado, n. 1927 - Leningrado, † 1988)
- Leonid Marjagin, regista sovietico (Mosca, n. 1937 - Mosca, † 2003)
- Leonid Isaakovič Menaker, regista sovietico (Leningrado, n. 1929 - San Pietroburgo, † 2012)
- Leonid Millionščikov, regista sovietico (n. 1927)
- Leonid Leonidovič Obolenskij, regista cinematografico russo (Arzamas, n. 1902 - Miass, † 1991)
- Leonid Osyka, regista, produttore cinematografico e sceneggiatore ucraino (Kiev, n. 1940 - Kiev, † 2001)
- Leonid Sergeevič Popov, regista sovietico (n. 1938 - Mosca, † 2020)
- Leonid Aristarchovič Pčёlkin, regista sovietico (n. 1924 - Mosca, † 2004)
- Leonid Zacharovič Trauberg, regista ucraino (Odessa, n. 1902 - Mosca, † 1990)

## Rivoluzionari(2)
- Leonid Borisovič Krasin, rivoluzionario, politico e diplomatico russo (Kurgan, n. 1870 - Londra, † 1926)
- Leonid Ol'ševskij, rivoluzionario russo (Vil'komirsk, n. 1841)

## Scacchisti(4)
- Leonid Grigor'evič Judasin, scacchista statunitense (Leningrado, n. 1959)
- Leonid Štejn, scacchista sovietico (Kam"janec'-Podil's'kyj, n. 1934 - Mosca, † 1973)
- Leonid Yurtaev, scacchista kirghiso (Frunze, n. 1959 - Biškek, † 2011)
- Leonid Šamkovič, scacchista russo (Rostov sul Don, n. 1923 - Brooklyn, † 2005)

## Schermidori(4)
- Leonid Bogdanov, schermidore sovietico (n. 1927 - † 2021)
- Leonid Dunaev, schermidore sovietico (Biškek, n. 1954 - † 2002)
- Leonid Lejtman, ex schermidore sovietico (n. 1931)
- Leonid Romanov, ex schermidore sovietico (Mosca, n. 1947)

## Scienziati(1)
- Leonid Alekseevič Kulik, scienziato e mineralogista russo (Tartu, n. 1883 - Spas-Demensk, † 1942)

## Scrittori(5)
- Leonid Nikolaevič Andreev, scrittore e drammaturgo russo (Orël, n. 1871 - Nejvola, † 1919)
- Leonid Cypkin, scrittore e medico sovietico (Minsk, n. 1926 - Mosca, † 1982)
- Leonid Ivanovič Dobyčin, scrittore lettone (Dvinsk, n. 1894 - Leningrado, † 1936)
- Leonid Petrovič Grossman, scrittore russo (Odessa, n. 1888 - Mosca, † 1965)
- Leonid Maksimovič Leonov, scrittore, drammaturgo e politico russo (Mosca, n. 1899 - Mosca, † 1994)

## Scultori(1)
- Leo Mol, scultore ucraino (Polonne, n. 1915 - Winnipeg, † 2009)

## Sollevatori(2)
- Leonid Taranenko, ex sollevatore sovietico (Malaryta, n. 1956)
- Leonid Žabotyns'kyj, sollevatore sovietico (Uspenka, n. 1938 - Zaporižžja, † 2016)

## Tenori(1)
- Leonid Vital'evič Sobinov, tenore russo (Jaroslavl', n. 1872 - Riga, † 1934)

## Triplisti(2)
- Leonid Ščerbakov, triplista sovietico (Olebino, n. 1927 - Mosca, † 2004)
- Leonid Vološin, ex triplista e lunghista russo (n. 1966)

## Velocisti(1)
- Leonid Bartenev, velocista sovietico (Poltava, n. 1933 - † 2021)

## Veterinari(1)
- Leonid Ivanovyč Stadnyk, veterinario ucraino (Podoljanci, n. 1970 - Podoljanci, † 2014)

## Violinisti(1)
- Leonid Borisovič Kogan, violinista sovietico (Dnepropetrovsk, n. 1924 - Mosca, † 1982)